# التجو السافل (القفر)

تعديل مصدري - تعديل

الثجو السافل محلة تابعة لقرية السهلة، التابعة لعزلة بني عمر السافل بمديرية القفر إحدى مديريات محافظة إب في الجمهورية اليمنية، بلغ تعداد سكانها 154 حسب تعداد اليمن لعام 2004.